# The Little Movement
„The Little Movement” este o povestire fantastică a scriitorului american Philip K. Dick, publicată pentru prima oară în 1952 în The Magazine of Fantasy & Science Fiction și mai târziu în The Stories Collected by Philip K. Dick. De atunci a fost republicată de mai multe ori, inclusiv în colecția  Beyond Lies the Wub în 1988 și în 2003 în Paycheck. 

## Prezentare
Scenariul se concentrează asupra unui grup de jucării care intenționează să preia lumea, dar au probleme cu adulții, astfel încât se concentrează în principal pe copii. Povestea urmărește un băiat al cărui tată îi cumpără un robot de jucărie numit  My Lord, care îl instruiește pe băiat să păstreze tăcerea în ceea ce privește planul său și care se duce la Don's Toyland pentru a face rost de un transport de arme și tancuri de jucărie. Cu toate acestea, jucăriile actuale ale băiatului, conduse de un ursuleț de pluș și un iepure, strică planul robotului My Lord. În final, se dezvăluie că ursulețul și jucăriile actuale ale băiatului au distrus mai mulți roboți ca My Lord, care au fost trimiși de către  "Fabrică" ca să-i preia pe proprietarii lor minori. 